# اوژن ریشه
اوژن ریشه (فرانسوی: Eugène Richez‎; ۵ اوت ۱۸۶۴ – تاریخ ورودی نامعتبر است) کماندار اهل فرانسه بود.